# Scenopinus patrizi
Scenopinus patrizi är en tvåvingeart som beskrevs av Seguy 1932. Scenopinus patrizi ingår i släktet Scenopinus och familjen fönsterflugor.
Artens utbredningsområde är Libya. Inga underarter finns listade i Catalogue of Life.